# Euro Hockey Tour 2014/15
Die Euro Hockey Tour 2014/15 war eine Serie von internationalen Eishockeyturnieren und -spielen zwischen den Nationalmannschaften Finnlands, Schwedens, Russlands und Tschechiens. Zur Austragung in der Saison 2014/15 gehörten der Karjala Cup im November 2014, der Channel One Cup im Dezember 2014 sowie Hin- und Rückspiele zwischen den beteiligten Nationalteams im Frühjahr 2015.

## Turniere

### Karjala Cup
Der Karjala Cup 2014 wurde vom 6. bis 9. November 2014 in Helsinki (Hauptspielort) und Leksand ausgetragen. Sieger des Turniers wurde die schwedische  Nationalmannschaft.

### Channel One Cup
Der Channel One Cup 2014 wurde vom 18. bis 21. Dezember 2014 in Sotschi (Hauptspielort) und Prag ausgetragen. Sieger des Turniers wurde die russische Nationalmannschaft.

## Hin- und Rückspiele
| 5. Februar 2015 18:30 Uhr | Tschechien P. Koukal (2:55) D. Simon (32:27) M. Vondrka (34:50) | 3:0 (1:0, 2:0, 0:0) Spielbericht | Russland | KV Arena, Karlovy Vary Zuschauer: 5.985 |

| 6. Februar 2015 19:00 Uhr | Schweden | 0:1 (abgebrochen) (0:1, -:-, -:-) ohne Wertung Spielbericht | Finnland J. Pesonen (17:05) | ABB Arena, Västerås |

| 7. Februar 2015 13:00 Uhr | Tschechien M. Vondrka (7:38) T. Zohorna (9:52) M. Vondrka (29:32) V. Svačina (55:33) | 4:3 (2:2, 1:0, 1:1) Spielbericht | Russland A. Slepyschew (10:17) A. Lasarew (10:33) A. Popow (30:33) | O₂ Arena, Prag Zuschauer: 16.452 |

| 8. Februar 2015 15:00 Uhr | Schweden S. Kronwall (18:28) N. Danielsson (18:48) M. Johansson (35:44) | 3:2 (2:1, 1:1, 0:0) Spielbericht | Finnland K. Näkyvä (18:11) A. Salmela (39:46) | Ericsson Globe, Stockholm Zuschauer: 12.496 |

| 16. April 2015 17:30 Uhr | Finnland T. Huhtala (25:42) S. Lepistö (58:15) P. Kontiola (59:45) | 3:0 (0:0, 1:0, 2:0) Spielbericht | Russland | Hakametsä, Tampere Zuschauer: 7.131 |

| 17. April 2015 19:00 Uhr | Schweden M. Sörensen (45:25) | 1:4 (0:1, 0:0, 1:3) Spielbericht | Tschechien M. Zaťovič (7:55) A. Polášek (42:46) L. Radil (50:02) L. Radil (58:49) | T3 Center, Umeå Zuschauer: 4.520 |

| 18. April 2015 13:00 Uhr | Finnland O. Louhivaara (2:02) O. Louhivaara (4:31) E. Lindell (26:35) L. Petrell (36:03) | 4:2 (2:1, 2:0, 0:1) Spielbericht | Russland A. Slepyschew (19:56) J. Birjukow (57:33) | Hartwall Arena, Helsinki Zuschauer: 7.661 |

| 19. April 2015 15:00 Uhr | Schweden C. Andersson (19:14) M. Sörensen (24:02) | 2:1 (1:1, 1:0, 0:0) Spielbericht | Tschechien V. Sobotka (5:50) | E.ON Arena, Timrå Zuschauer: 5.028 |

| 22. April 2015 17:30 Uhr | Tschechien M. Vondrka (14:08) M. Zaťovič (26:53) V. Sobotka (51:36) M. Erat (55:08) | 4:1 (1:1, 1:0, 2:0) Spielbericht | Finnland A. Barkov (0:34) | Hostan Arena, Znojmo Zuschauer: 4.800 |

| 24. April 2015 18:00 Uhr | Tschechien M. Jordán (26:36) V. Sobotka (56:10) J. Voráček (PS) | 3:2 n. P. (0:1, 1:0, 1:1 ; 0:0 ; 1:0) Spielbericht | Finnland T. Ruutu (9:23) A. Barkov (57:33) | DRFG Arena, Brünn Zuschauer: 7.200 |

| 24. April 2015 18:30 Uhr | Russland S. Plotnikow (27:40) S. Mosjakin (36:55) S. Mosjakin (42:49) A. Popow (45:55) | 4:5 (0:4, 2:1, 2:0) Spielbericht | Schweden E. Lindholm (1:25) N. Danielsson (8:44) O. Ekman-Larsson (13:27) A. Petersson (18:05) A. Lander (26:19) | Mytischtschi-Arena, Mytischtschi Zuschauer: 6.747 |

| 25. April 2015 16:00 Uhr | Russland A. Panarin (23:57) J. Medwedew (51:00) | 2:3 n. V. (0:1, 1:0, 1:1 ; 0:1) Spielbericht | Schweden M. Johansson (17:31) O. Ekman-Larsson (47:52) M. Sörensen (61:26) | Mytischtschi-Arena, Mytischtschi Zuschauer: 6.782 |

## Gesamtwertung
| Platz | Mannschaft | Spiele | S | OTS | OTN | N | Tore  | Punkte |
| ----- | ---------- | ------ | - | --- | --- | - | ----- | ------ |
| 1.    | Schweden   | 11     | 5 | 3   | 1   | 2 | 36:31 | 22     |
| 2.    | Finnland   | 11     | 4 | 2   | 1   | 4 | 27:22 | 17     |
| 3.    | Tschechien | 12     | 4 | 1   | 2   | 5 | 33:31 | 16     |
| 4.    | Russland   | 12     | 4 | 0   | 2   | 6 | 29:39 | 14     |

## Statistik

### Beste Scorer
Quelle: eurohockey.com
| Name             | Nation     | Sp | T | V | Pkt | SM | +/− |
| ---------------- | ---------- | -- | - | - | --- | -- | --- |
| Patrik Hersley   | Schweden   | 8  | 5 | 3 | 8   | 4  | 8   |
| Jimmie Ericsson  | Schweden   | 6  | 4 | 4 | 8   | 6  | 4   |
| Ilja Kowaltschuk | Russland   | 5  | 2 | 6 | 8   | 8  | 3   |
| Lukáš Radil      | Tschechien | 9  | 3 | 4 | 7   | 2  | 6   |
| André Petersson  | Schweden   | 11 | 3 | 3 | 6   | 2  | ±0  |
| Jarkko Immonen   | Finnland   | 9  | 2 | 4 | 6   | 2  | 1   |
| Michal Vondrka   | Tschechien | 5  | 4 | 1 | 5   | 2  | 4   |

(Legende zur Spielerstatistik: Sp oder GP = absolvierte Spiele; T oder G = erzielte Tore; V oder A = erzielte Assists; Pkt oder Pts = erzielte Scorerpunkte; SM oder PIM = erhaltene Strafminuten; +/− = Plus/Minus-Bilanz; PP = erzielte Überzahltore; SH = erzielte Unterzahltore; GW = erzielte Siegtore; 1 Play-downs/Relegation; Kursiv: Statistik nicht vollständig)

### Beste Torhüter
Quelle: eurohockey.com
| Name               | Nation     | Sp | Min | GTS  | Sv%  | SO |
| ------------------ | ---------- | -- | --- | ---- | ---- | -- |
| Atte Engren        | Finnland   | 7  | 355 | 2,20 | 90,8 | 1  |
| Anders Nilsson     | Schweden   | 3  | 250 | 3,36 | 86,0 | 0  |
| Alexander Salák    | Tschechien | 4  | 245 | 1,47 | 93,1 | 1  |
| Jakub Kovář        | Tschechien | 4  | 242 | 2,23 | 90,0 | 0  |
| Pavel Francouz     | Tschechien | 3  | 179 | 4,02 | 85,2 | 0  |
| Konstantin Barulin | Russland   | 3  | 178 | 2,70 | 89,5 | 0  |
| Mikko Koskinen     | Finnland   | 2  | 130 | 1,85 | 94,2 | 0  |
| Juuse Saros        | Finnland   | 3  | 125 | 2,40 | 91,9 | 0  |
| Henrik Karlsson    | Schweden   | 3  | 125 | 1,44 | 95,4 | 1  |
| Stanislaw Galimow  | Russland   | 2  | 125 | 3,36 | 86,8 | 0  |

(Legende zur Torhüterstatistik: GP oder Sp = Spiele insgesamt; W oder S = Siege; L oder N = Niederlagen; T oder U oder OT = Unentschieden oder Overtime- bzw. Shootout-Niederlage; Min. = Minuten; SOG oder SaT = Schüsse aufs Tor; GA oder GT = Gegentore; SO = Shutouts; GAA oder GTS = Gegentorschnitt; Sv% oder SVS% = Fangquote; EN = Empty Net Goal; 1 Play-downs/Relegation; Kursiv: Statistik nicht vollständig)